# Lipdub

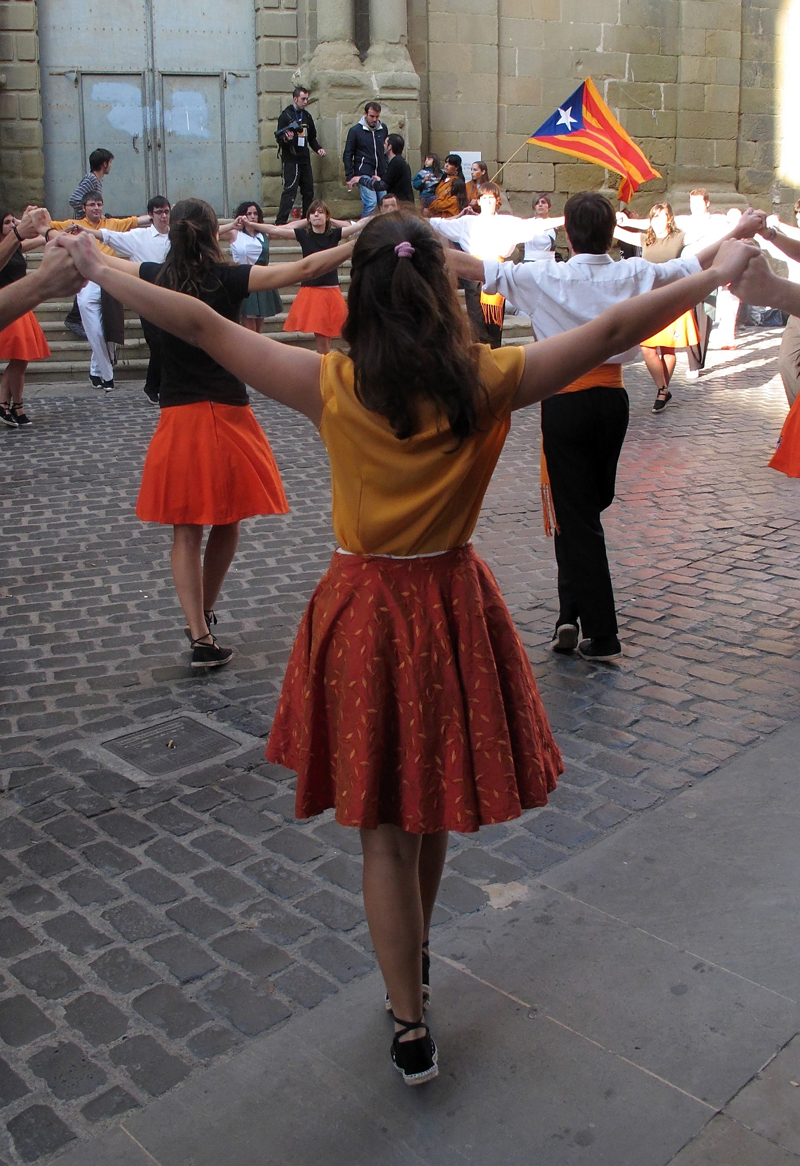
Sardana am Lipdub von Vic, der Kameramann geht an Castellers vorbei über die Freitreppe, filmt den Kreistanz und biegt in eine Gasse ein

Ein Lipdub (auch LipDub oder Lip dub) ist eine spezielle Form eines Musikvideos. Beim Lipdub bewegen Darsteller ihre Lippen passend zum Text des eingespielten Musikstücks, vgl. Playback. Die überwiegende Anzahl der Lipdubs sind darüber hinaus Plansequenzen.

## Ursprung
Der Begriff kommt aus dem Englischen und bedeutet sinngemäß Lippen-Synchronisierung (englisch lip dubbing). Ursprünglich stammt die Idee aus den USA, verbreitete sich aber auch schnell in Europa – vor allem in Frankreich.
In den besonders erfolgreichen Office Lipdubs stellen Mitarbeiter von Unternehmen in drei- bis fünfminütigen Lipdubs ihre Büros vor. Im Jahr 2008 gründeten Studenten der Hochschule Furtwangen das Projekt University LipDub. Über achtzig verschiedene Universitäten und Hochschulen aus über zwanzig Ländern antworteten bereits in den ersten drei Jahren auf den Lipdub Furtwangener Studenten und stellten in eigenen Videos ihre Universitäten vor.

## Beispiele
Die uruguayische Musikgruppe El Cuarteto de Nos drehte 2009 in der Kleinstadt Castillos (Rocha) das als Lipdub angelegte Musikvideo für das Lied Miguel gritar.
Der am 24. Oktober 2010 in der katalonischen Stadt Vic durchgeführte „Lip dub per la independència“ nach dem Lied La flama von Obrint Pas mit 5771 Personen war nach Angaben der Organisatoren der größte bis zu dem Zeitpunkt durchgeführte Lipdup der Welt. Darin präsentieren sich die Katalanen als ein „geeintes, fröhliches und kämpferisches Volk“.
Als die Zeitung Newsweek im Januar 2011 einen Artikel über sterbende Städte Amerikas veröffentlichte, in dem die Stadt Grand Rapids genannt wurde, antwortete diese unter Mitwirkung von über 5.000 Einwohnern mit einem Lipdub.
Am 19. September 2014 drehten 6.000 Kapfenberger einen 14-minütigen Lipdub, der als Weltrekord gilt, zu Live Is Life von der ebenfalls aus der Steiermark stammenden Band Opus.